# 小行星4741
小行星4741（英語：4741 Leskov）是一颗围绕太阳公转的小行星。1985年11月10日，柳德米拉·卡拉季奇在克里米亚发现了此天体。
这颗小行星的绝对星等为277.1307089060904等。